# Renaud Barlais
Renaud Barlais, est un noble du royaume de Jérusalem, d'origine poitevine, probablement venu en Terre sainte avec la famille de Lusignan et où il serait devenu un « riche homme ».
Guillaume de Tyr indique que le roi de Chypre Aimery II de Lusignan envoi en 1197 Renaud Barlais, « qui estoit nez de Peito », comme bailli de Jaffa, que le roi de Jérusalem Henri II de Champagne lui avait rendu. Il y commande une garnison composée de quarante chevaliers, mais ne parvient à garder la ville et aurait été fait prisonnier.
Il épouse Isabelle de Bethsan, fille de Philippe le Roux (ou Philippe Rufus) et de son épouse Étiennette de Bethsan, elle même fille de Gramand Ier de Bethsan, seigneur de Bethsan, et de Marguerite Brisebarre, avec qui il a au moins un enfant :
- Amaury Barlais, qui devient bailli du royaume de Chypre.

Après son veuvage, Isabelle de Bethsan épouse en deuxièmes noces Bertrand Porcelet, fils de Guillaume Porcelet et de Marie Brisebarre, mais n'a pas de postérité avec lui.
La date de sa mort est inconnu, mais survient à la toute fin du XIIe siècle ou au début du XIIIe siècle.